# Богуславська Зоя Борисівна
Зоя Борисівна Богуславська (рос. Богуславская Зоя Борисовна; *16 квітня 1924, Москва, РРФСР) — радянська і російська письменниця, прозаїк, драматург, критик.

## Біографія
Народилася в сім'ї Бориса Львовича і Емми Йосипівни Богуславських. Закінчила Державний інститут театрального мистецтва (1948). Кандидат мистецтвознавства, член Спілки письменників СРСР (1960). Художній координатор журі премії «Тріумф».
В 60-ті роки стала творцем Асоціації жінок-письменниць Росії, потім Міжнародної асоціації жінок-письменниць (Париж). Член Виконкому Російського ПЕН-центру, член редколегій низки журналів.

## Сім'я
Перший чоловік — доктор технічних наук, професор Борис Каган, конструктор в області автоматики і обчислювальної техніки та лауреат Сталінської премії (1949). Другий чоловік — поет Андрій Вознесенський. Син — відомий російський інвестор Леонід Богуславський, співвласник компаній Яндекс та Ozon.ru.